# أولي تاندبرغ
أولي تاندبرغ (بالسويدية: Olle Tandberg)‏ (10 أكتوبر 1918 – 12 ديسمبر 1996) هو ملاكم سويدي راحل، مثّل بلاده في الألعاب الأولمبية الصيفية 1936.

## روابط خارجية
أولي تاندبرغ على موقع بوكس ريك (الإنجليزية) (registration required)
- أولي تاندبرغ على موقع أوليمبيديا (الإنجليزية)
- أولي تاندبرغ على موقع اللجنة الأولمبية السويدية (السويدية)